# Poggioreale (Neapel)
Poggioreale ist der 16. von den 30 Stadtteilen (Quartieri) der süditalienischen Hafenstadt Neapel. Er gehört zur östlichen Peripherie Neapels.
Der Stadtteil Poggioreale bildet zusammen mit den Stadtteilen San Lorenzo, Vicaria und Zona Industriale eine Verwaltungseinheit, die Municipalità IV von Neapel.

## Geographie und Demographie
Poggioreale beginnt östlich vom historischen Zentrum Neapels, ist 4,45 Quadratkilometer groß und hatte im Jahr 2009 (zusammen mit dem kaum bewohnten Stadtteil Zona Industriale gerechnet) 29.243 Einwohner. Im Süden des Stadtteils liegt der Hauptbahnhof, er gehört aber bereits zur Zona Industriale. Die Straße Via Nuova Poggioreale durchläuft den ganzen Stadtteil (wobei sie allerdings einige verschiedene Namen annimmt).

## Nennenswerte Orte und Gebäude

### Centro Direzionale
Das Centro Direzionale ist das größte Büro- und Geschäftszentrum Neapels. Unter den zahlreichen Hochhäusern sind aber auch einige Wohnhäuser. Es wurde in den 1980er und 1990er Jahren nach Plänen des japanischen Architekten Kenzō Tange erbaut.

### Gefängnis Poggioreale
Neben dem Centro Penitenziario di Secondigliano ist das Gefängnis von Poggioreale das zweite große Gefängnis Neapels. Es wurde zwischen 1905 und 1914 erbaut und ist – auf Grund der Tatsache, dass hier berühmte Mafiabosse wie Raffaele Cutolo gefangen gehalten wurden – eines der berühmtesten italienischen Gefängnisse überhaupt.

### Friedhof
In Poggioreale liegt der größte und bekannteste Friedhof Neapels, der Cimitero di Poggioreale. Unter vielen anderen Berühmtheiten sind hier Enrico Caruso und Totò begraben. Der Friedhof entstand auf dem Gelände des Lustschlosses Poggioreale, das zunächst unter Karl II. errichtet und unter Alfons II. im Stil der Renaissance neu errichtet wurde. Bemerkenswert war dessen Gartenanlage, in der das erste Nymphäum nach der Antike entstand. Das Schloss verfiel in der zweiten Hälfte des 17. Jahrhunderts. Auf dem Gelände entstand der Friedhof.

### Sonstige
Zu erwähnen sind auch noch die beiden Kirchen Chiesa di Santa Maria del Pianto und Chiesa Madre di Poggioreale.

Poggioreale
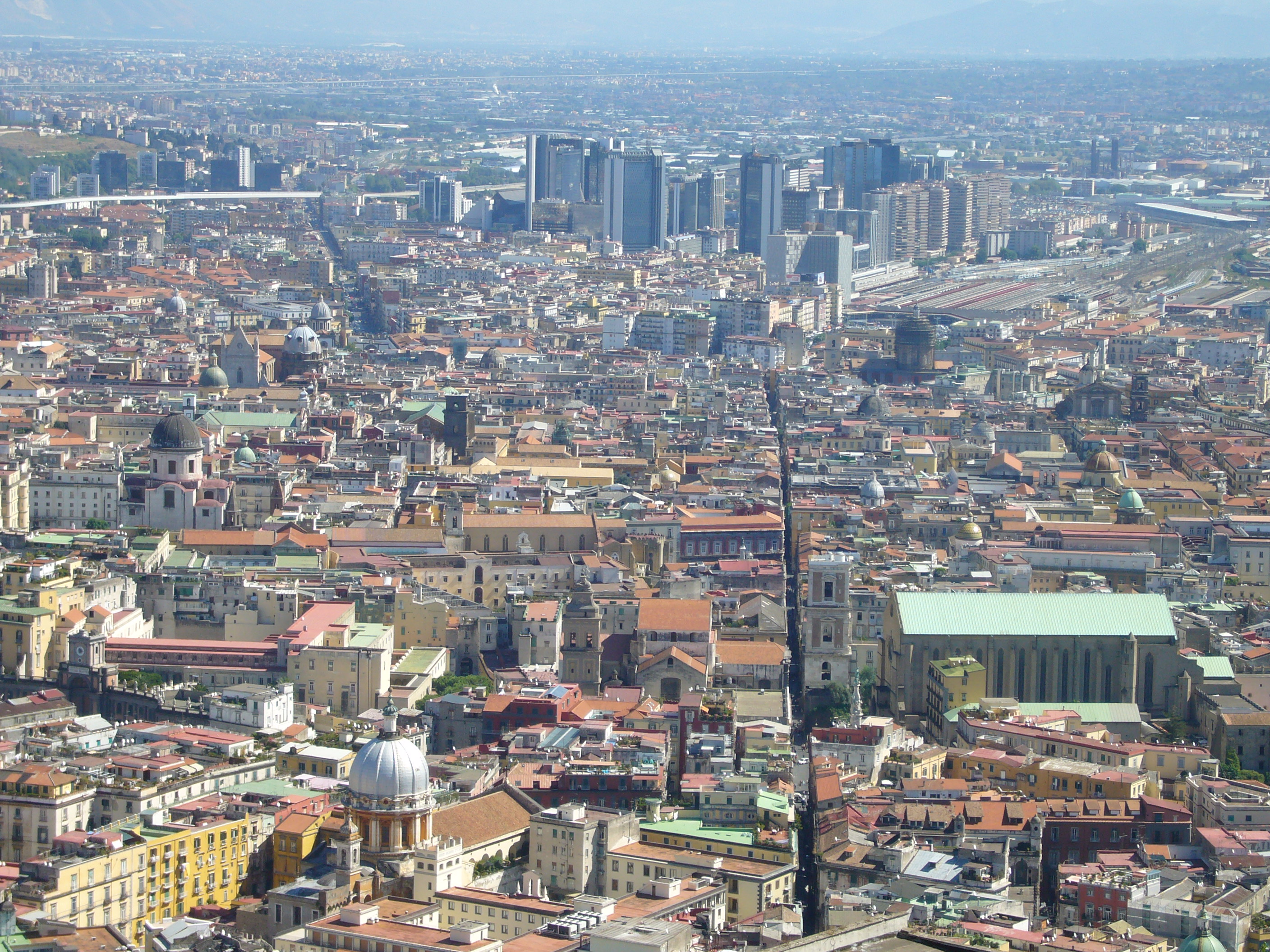
Die Hochhäuser in der oberen Mitte des Bildes bilden das Centro Direzionale. Hinter ihm befindet sich der Rest des Stadtteils Poggioreale.
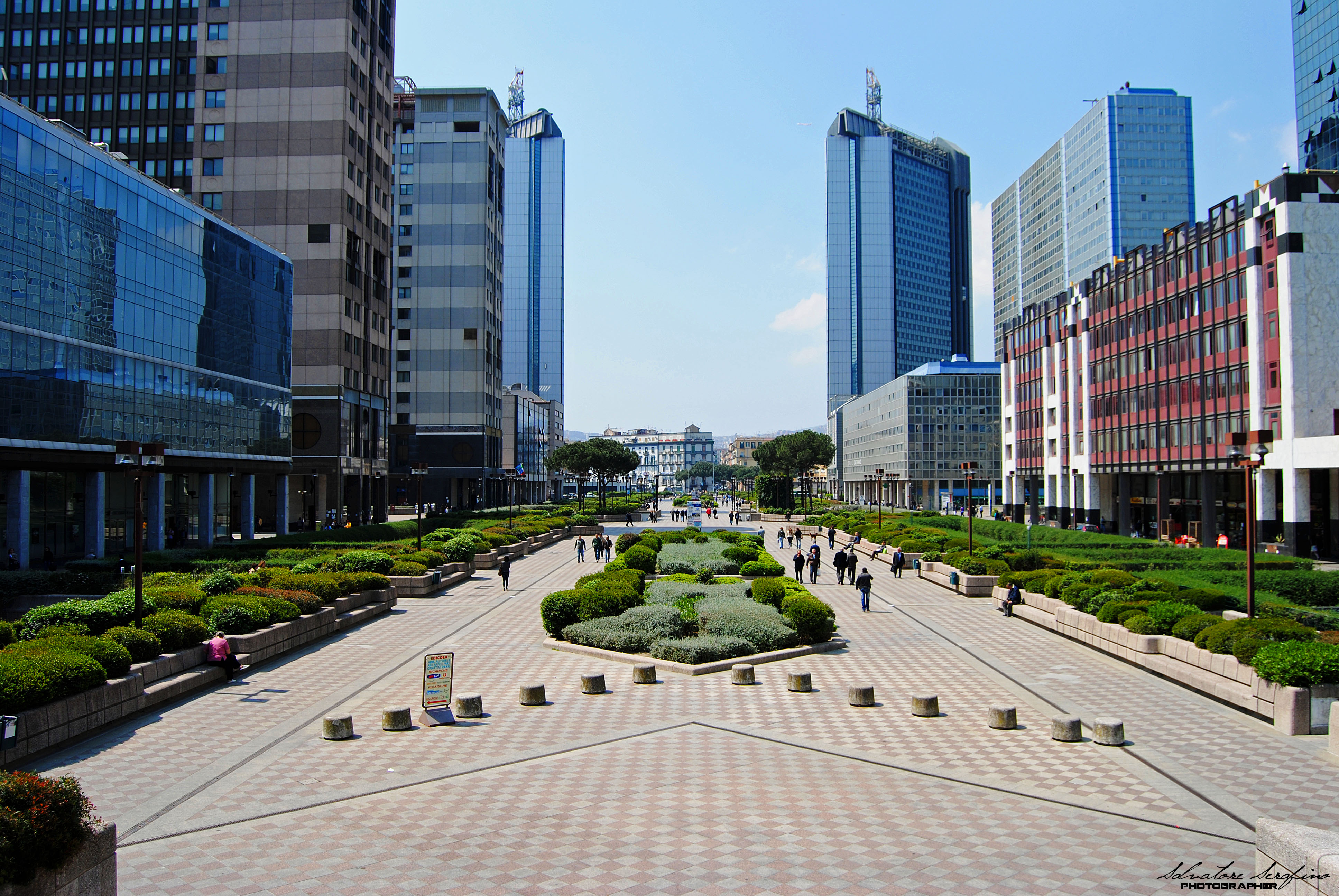
Eine weitere Ansicht des Centro Direzionale
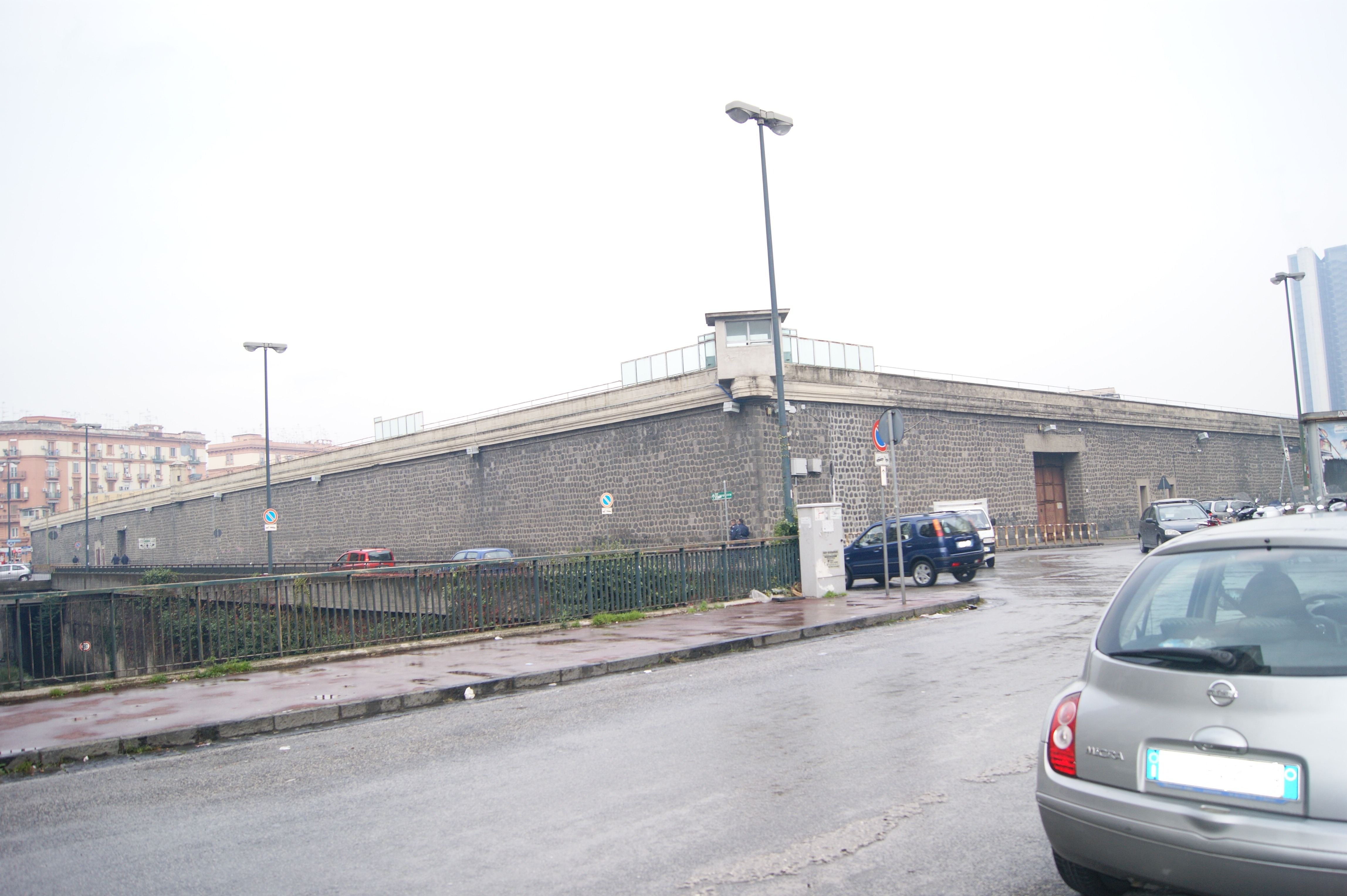
Ein Teil des Gefängnisses Poggioreale, von der Seite aus gesehen.
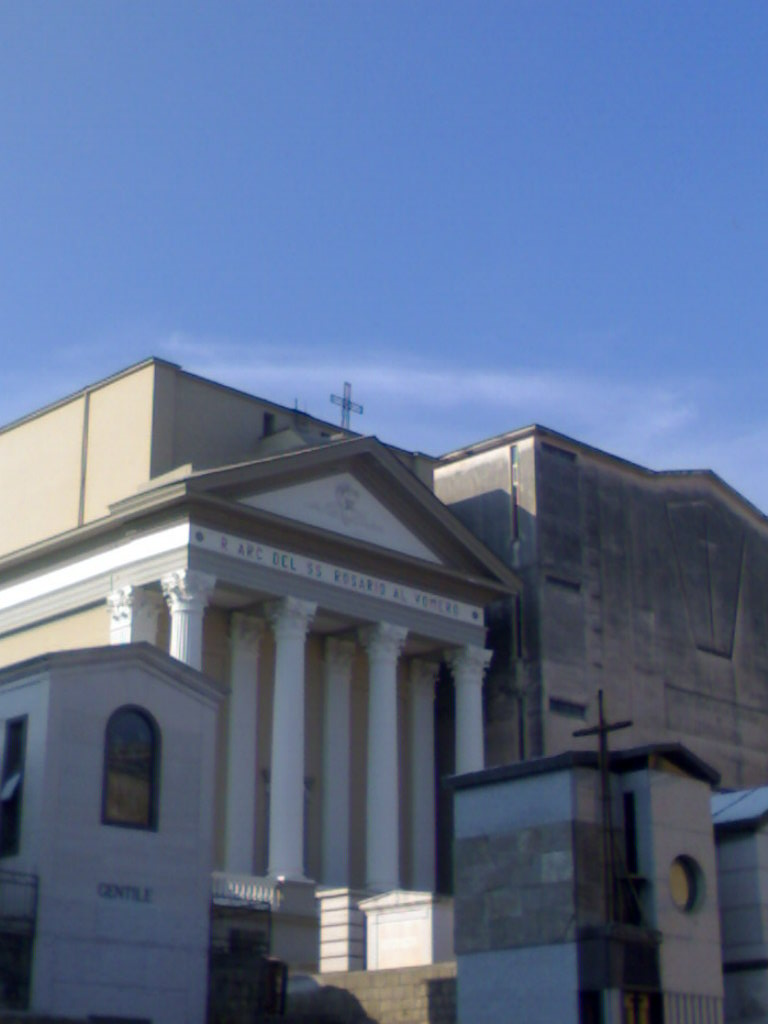
Eine der zahlreichen Kirchen, sowie einige Grabstätten auf dem Cimitero di Poggioreale
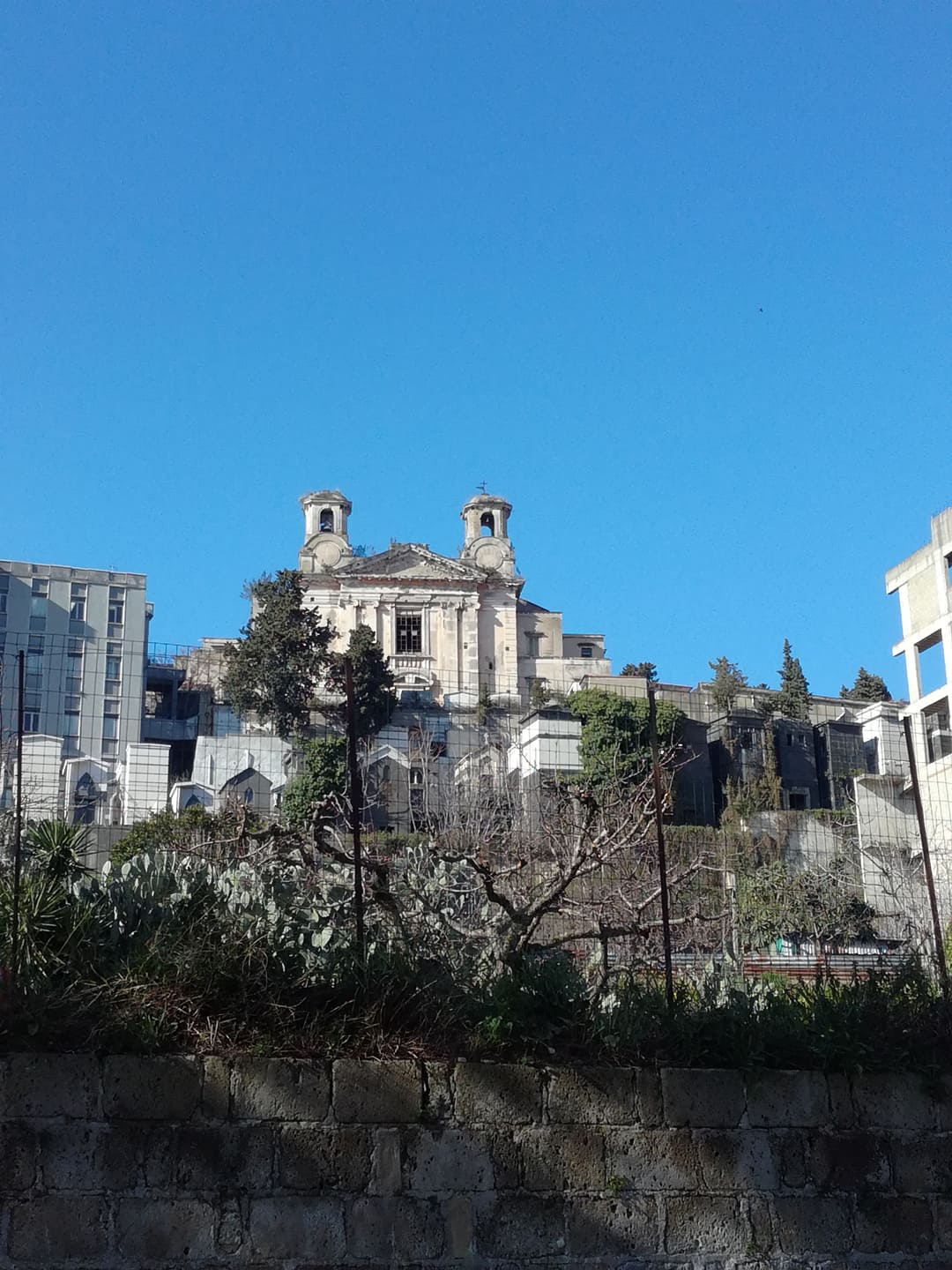
Die Chiesa di Santa Maria del Pianto